# Aserbaidschanisch-iranische Beziehungen

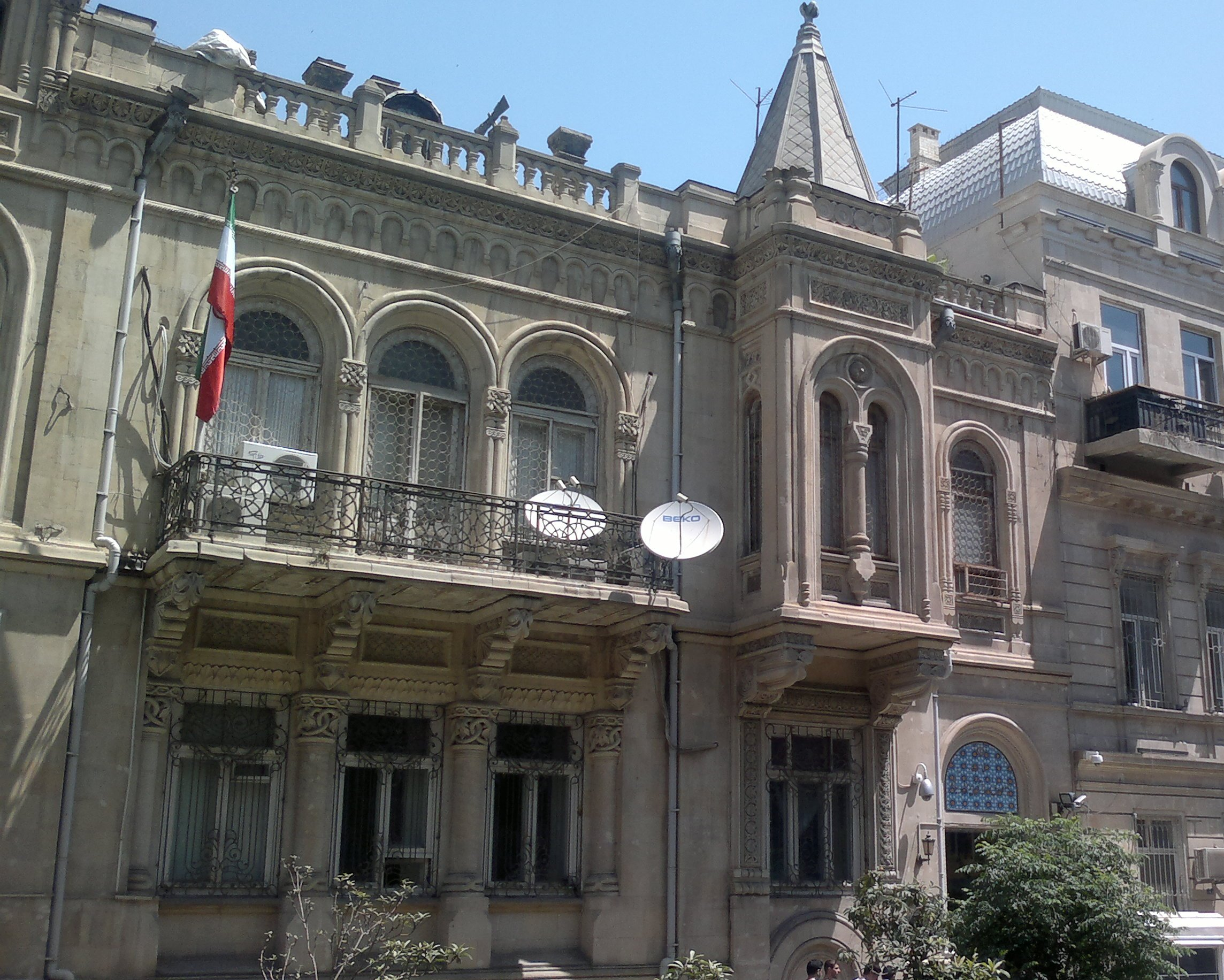
Iranische Botschaft in Baku

Die Beziehungen zwischen der Republik Aserbaidschan und Iran sind widersprüchlich. Die beiden Staaten teilen eine lange Geschichte und religiöse Identität. Ethnische Aserbaidschaner leben beiderseits der Grenze und haben bedeutenden Einfluss auf die politischen und wirtschaftlichen Belange in Iran. Aufgrund politischer Spannungen ist jedoch das christliche Armenien, nicht das schiitische Aserbaidschan, der wichtigste Partner der Islamischen Republik Iran im Kaukasus. Der Gegensatz zwischen dem säkularen aserbaidschanischen und dem klerikalen iranischen Regierungssystem ist für beide Seiten schwierig zu überbrücken. Iran rivalisiert mit der Türkei um Einfluss auf Aserbaidschan. Im Markt für Rohstoffe (vor allem Erdöl und Erdgas) sind die zwei Staaten Konkurrenten. Im Herbst 2021 kam es zu vermehrten Spannungen im Verhältnis beider Nachbarn.

## Geschichte
Das Territorium des heutigen Iran stand bereits in vorislamischer Zeit unter persischem Einfluss. Die persische Sprache war die Lingua franca weit über den Raum des heutigen Iran und Aserbaidschan hinaus und blieb Verwaltungssprache auch in den von Turkvölkern besiedelten Gebieten des Kaukasus. Die Safawiden, die nach der Verwüstung der Region durch die Mongolen wieder einen Staat im heutigen Iran errichteten, stammten nach der safawidischen Genealogie von Safi ad-Din aus der nordwestiranischen Stadt Ardabil. Sie machten den schiitischen Islam, der Iran und Aserbaidschan vom Rest der islamischen Welt abgrenzt, zur persischen Staatsreligion. Obwohl die aserbaidschanische Sprache zu den Turksprachen zählt, war und ist Aserbaidschan Teil des persischen Kulturraumes; die Stadt Gandscha war aktives Zentrum der persischen Kunst und Literatur.
Im 18. Jahrhundert kam der Kaukasus mehr und mehr unter russischen Einfluss. Den in Persien herrschenden Kadscharen gelang es nicht, europäische Verbündete gegen die Expansion Russlands im Kaukasus zu gewinnen. Im Vertrag von Golestan von 1813 wurde der russische Einfluss im Südkaukasus festgeschrieben, nach einem weiteren russisch-persischen Krieg musste Persien im Vertrag von Turkmantschai 1828 Georgien an Russland sowie Armenien an Russland und das Osmanische Reich abtreten, während das von Aserbaidschanern besiedelte Gebiet in einen russischen Teil um Baku und einen persischen um Täbris geteilt wurde. Die Konflikte zwischen Russland bzw. der Sowjetunion und Iran wurden 1921 in einem Freundschaftsvertrag beigelegt. Trotzdem unterstützte die Sowjetunion nach der Anglo-sowjetischen Besetzung Irans 1941 kurzzeitig die in Nordostiran ausgerufene, 1945–1946 existierende Autonome Republik Aserbaidschan. Im Jahre 1957 wurde ein weiterer Vertrag unterzeichnet, in dem der Bau einer Talsperre und eines Wasserkraftwerkes am Aras und die Öffnung eines Grenzüberganges in Astara vereinbart wurden. Im Jahre 1970 wurde der Bau der Iran Gas Trunkline vereinbart, die Aserbaidschan durchquerte und es der Sowjetunion erlaubte, iranisches Gas zu importieren und Gas nach Europa zu exportieren. An dieser Grenze entstand während des Kalten Krieges ein eiserner Vorhang, die Grenze galt als unpassierbar. Im Jahre 1989, noch vor Fall des Eisernen Vorhangs, rissen die Bürger Grenzbefestigungen ab und es begann ein inoffizieller Grenzverkehr. Seit dem Fall des Eisernen Vorhanges gibt es einen lebhaften Grenzverkehr: iranische Reisende genießen die relative Freiheit Bakus, während aserbaidschanische Reisende in Iran subventionierte Lebensmittel einkaufen.
Der Zerfall der Sowjetunion im Jahre 1991 ließ an Irans Nordgrenze innerhalb weniger Monate neue Republiken entstehen, worauf die iranische Führung nicht vorbereitet war. Seitdem teilen sich Iran und Aserbaidschan eine 475 Kilometer lange Grenze, die von 40 Kilometern Grenze zwischen Iran und Armenien unterbrochen wird. Das aserbaidschanische Nachitschewan kann von Aserbaidschan aus nur über iranisches Territorium erreicht werden, solange die armenisch-aserbaidschanische Grenze geschlossen ist.

## Frage der ethnischen Aserbaidschaner und Bergkarabachkonflikt
Sowohl Teheran als auch Moskau wollten nach dem Zerfall der Sowjetunion vermeiden, dass sowohl aserbaidschanische als auch turkmenische Nationalisten von der Wiedervereinigung Deutschlands inspiriert werden und versuchen, aus Teilen Irans und früheren Sowjetrepubliken Nationalstaaten zu gründen. Die religiöse iranische Führung, die im Jahre 1979 durch die islamische Revolution an die Macht gekommen war und über ein nach dem Irak-Iran-Krieg stark zerstörtes Land herrschten, versuchte zunächst, über die kulturellen und religiösen Gemeinsamkeiten im Kaukasus Einfluss auszuüben. Dieser Ansatz war kaum erfolgreich, in Aserbaidschan war die Bevölkerung nach jahrzehntelanger sowjetischer Politik stark säkularisiert, außerdem orientierten sich die aserbaidschanischen Schiiten in Richtung Nadschaf statt in Richtung islamischer Republik. Die Missionierungsbemühungen der Islamischen Republik Iran führten im Gegenteil zu Widerstand bei der säkularen Staatsführung Aserbaidschans, die für die Vision des damaligen türkischen Präsidenten Turgut Özal, eine Heimat für alle Turkvölker von der Adria bis zur chinesischen Mauer schaffen zu wollen (Konzept des Panturanismus), offener war. Dies bedeutete, dass Iran in Aserbaidschan mit der Türkei, die mit den USA (Großer Satan in den Augen der politischen Führung Irans) verbündet ist, um Einfluss konkurrierte.
In Iran leben etwa doppelt so viele Aserbaidschaner wie in Aserbaidschan; die iranische Regierung spricht von 15 Millionen Aserbaidschanern in Iran, aserbaidschanische Nationalisten von 30 Millionen. Die iranische Führung vermied es, aus diesem Fakt Kapital zu schlagen, weil der Vielvölkerstaat Iran selbst zahlreiche ethnische Konflikte zu bewältigen hat. Der erste gewählte Präsident Aserbaidschans Abulfas Eltschibei forderte jedoch die Schaffung eines Groß-Aserbaidschans, das heißt die Abtrennung der von Aserbaidschanern besiedelten Gebiete von Iran und Vereinigung mit seiner Republik. Er behauptete, dass dies der Volkswille sei und unterstützte offen diverse Bewegungen, die sich die Schaffung eines solchen Staates zum Ziel gemacht hatten. Die aserbaidschanischen Nationalisten in Iran sind jedoch schwach organisiert und untereinander zerstritten, ihre wichtigste Figur ist Mahmudali Chehregani, ihre wichtigste Organisation die Südaserbaidschanische Nationale Befreiungsbewegung. Aserbaidschan tolerierte die Anwesenheit sezessionistischer iranischer Gruppen in Baku, so lange sie sich unauffällig verhielten; nach einem versuchten Mordanschlag auf den Vorsitzenden der Südaserbaidschanischen Nationalen Befreiungsbewegung Piruz Dilanchi fiel der Verdacht auf Iran. Die Versuche der Regierung Aserbaidschans, die Aserbaidschaner im Ausland für ihre Zwecke zu organisieren, führen immer wieder zu Spannungen mit Teheran. Hardliner in Teheran brachten andererseits wiederholt Vorschläge vor, dass sich die Aserbaidschaner auch unter iranischer Führung vereinigen könnten, d. h., dass Aserbaidschan der Islamischen Republik beitritt, womit die Frage der Aserbaidschaner gelöst wäre. Die Aserbaidschaner in Iran können sich durch Anpassung an die persische Mehrheit entfalten. Sie spielen in den iranischen Streitkräften eine wichtige Rolle, halten große Teile des Teheraner Basars in ihren Händen und stellen mit Ali Chamenei den Religionsführer. Die Einwohner der Republik Aserbaidschan empfinden sich als fortschrittlicher und weniger religiös und stehen deshalb den Aserbaidschanern in Iran mit Skepsis gegenüber. Teheran verweigerte Aserbaidschan bis 2004 die Eröffnung eines Konsulates im Täbris.
Im bewaffneten Bergkarabachkonflikt forderten religiöse Kräfte in Iran eine Unterstützung der aserbaidschanischen Glaubensbrüder im Kampf gegen die armenischen Christen. Die Außenpolitiker in der Islamischen Republik bevorzugten jedoch eine Schwächung der Republik Aserbaidschan, um der Drohung der Vereinigung aller Aserbaidschaner zu entgegnen. Letztere konnten sich durchsetzen und die Islamische Republik unterstützte Armenien, so lange es in der iranischen Öffentlichkeit keinen zu großen Widerstand gab. Iran wurde zum wichtigsten Lieferanten von Elektrischer Energie und Gütern des täglichen Bedarfs, außerdem wurde die Enklave Bergkarabach über iranisches Gebiet versorgt. Es gibt auch Hinweise darauf, dass Armenien Waffenlieferungen empfangen hat, die über iranisches Gebiet ins Land gelangt sind. Somit machte Iran den Expansionismus der Republik Armenien erst möglich, gleichzeitig verurteilte Iran die armenische Aggression. Mehrmals drohte der Krieg jedoch auf iranisches Gebiet überzugreifen, somit stellte er eine unmittelbare Gefahr und ein Risiko für die Stabilität Irans dar. Im Jahre 1991 vermittelte Iran erfolglos, im Jahre 1992 handelte er wiederholt einen Waffenstillstand zwischen den Parteien aus, er wurde jedoch von Armenien auf Betreiben Russlands sofort gebrochen. Er bleibt bis heute eine Quelle von Misstrauen zwischen den beiden Nachbarn. Der Krieg führte zu einem Strom von aserbaidschanischen Flüchtlingen auf iranisches Territorium, der seinerseits eine reale Gefahr der Destabilisierung Irans darstellte. Die iranische Armee, Revolutionsgarden und der Rote Halbmond bauten deshalb beiderseits der Grenze Flüchtlingslager. Iran fürchtete eine Art Verbrüderung aserbaidschanischer Flüchtlinge aus dem Bergkarabachkonflikt mit den iranischen Aserbaidschanern, außerdem Iran nach dem Irak-Iran-Krieg zerstört und musste gleichzeitig große Zahlen an Flüchtlingen aus Afghanistan aufnehmen. Die iranische Armee marschierte kurzzeitig auch ein aserbaidschanisches Territorium ein, um einen Staudamm am Aras zu schützen und um eine armenische Invasion nach Nachitschewan zu vermeiden. Auf diese Weise etablierte sich eine virtuelle Achse Washington-Ankara-Tiflis-Baku-Taschkent, auf die Iran, Russland und Armenien mit einer Achse Moskau-Jerewan-Teheran antworteten. Seitdem US-amerikanische Truppen im Irak und Afghanistan stationiert sind, ist Iran auf russische Unterstützung angewiesen und kann daher im Kaukasus kaum eine Politik verfolgen, die mit Interessen Russlands kollidiert.

## Konfliktfelder
Die guten Beziehungen Aserbaidschans zu den USA stellen einen erschwerenden Faktor für die aserbaidschanisch-iranischen Beziehungen dar. Gegen die Wünsche seiner Nachbarn Iran und Russland erlaubte Aserbaidschan unter Heydər Əliyev im Jahre 1994 westlichen Firmen, im von Aserbaidschan beanspruchten Teil des Kaspischen Meeres nach Öl zu suchen und unterzeichnete mit ihnen den sogenannten Jahrhundert-Vertrag. Ebenfalls unter Umgehung von Russland und Iran vereinbarten Aserbaidschan, Georgien und die Türkei im Dezember 1998 den Bau der Baku-Tiflis-Ceyhan-Pipeline. Sie ging im Jahre 2006 in Betrieb.
Bereits in den 1990er Jahren entschied Aserbaidschan, sich in Richtung Europa anstatt in Richtung anderer islamischen Staaten zu orientieren. Im Jahre 1992 trat das Land der OSZE bei und im Jahre 2001 dem Europarat. Militärisch orientierte es sich in Richtung NATO, heute ist das Land Teilnehmer an der Partnerschaft für den Frieden.  Die iranische Außenpolitik hatte wiederholt Einfluss auf die außenpolitische Ausrichtung Aserbaidschans, insbesondere im Hinblick auf dessen Beziehungen zu Israel. Bereits in den 1990er-Jahren errichteten israelische Fachkräfte entlang der Grenze zwischen Aserbaidschan und Iran Einrichtungen zur elektronischen Aufklärung. Ab 2011 begann Israel zudem, Aserbaidschan mit Drohnen zur Grenzüberwachung zu beliefern.
Am 25. Januar 2002 hob US-Präsident Bush die 1992 erlassenen Exportbeschränkungen auf und gewährte Aserbaidschan umfangreiche Militärhilfe, vor allem zur Modernisierung der aserbaidschanischen Marine auf dem Kaspischen Meer. Aserbaidschan entsandte im Gegenzug Soldaten zur Teilnahme an NATO-Friedensmissionen. Im Jahre 2005 vereinbarten die USA und Aserbaidschan die von US-Soldaten auf drei Stützpunkten in Aserbaidschan; ab 2007 durfte die NATO für ihre Operationen in Afghanistan aserbaidschanische Militärbasen benutzen. Im gleichen Jahr wurde ein neuer Partnerschaftsvertrag mit der NATO vereinbart. Iran befürchtet, dass durch diese Entwicklungen amerikanisches Militär auch an die Nordgrenze des Landes kommt; in den Jahren 2003 und 2006 kursierten in russischen Medien Gerüchte über eine bevorstehende US-Invasion nach Iran von aserbaidschanischem Territorium, was zu direkten militärischen Drohungen Teherans in Richtung Baku führte. Im Jahre 2004 wurden Gerüchte über die Einrichtung einer US-Militärbasis auf aserbaidschanischem Gebiet laut. Im Jahre 2005 unterschrieben Aserbaidschan und Iran einen Nichtangriffspakt, in dem sich Aserbaidschan auch verpflichtete, sein Territorium nicht für einen Angriff Dritter auf Iran zur Verfügung zu stellen. Damit adressierte Aserbaidschan Sorgen der Öffentlichkeit vor den möglichen Folgen iranischer Vergeltungsschläge oder bezüglich der Folgen eines Regimezusammenbruches in Iran. Das nachlassende US-amerikanische Interesse an Aserbaidschan führte danach auch zu einer Entspannung in den aserbaidschanisch-iranischen Beziehungen. Bei mehreren Besuchen im Nachbarland versuchte Präsident Ahmadineschad, einen Ausweg aus der Isolation im Gefolge der westlichen Sanktionen zu finden. Er bot dem Binnenstaat Aserbaidschan günstige Konditionen für Transitleistungen an den Persischen Golf – der nächstgelegene zu den Weltmeeren – an und vereinbarte die Lieferung iranischer elektrischer Energie. Mit iranischer Hilfe überstand Aserbaidschan die russische Bestrafung für angebliche Parteinahme für Georgien im Kaukasuskrieg von August 2008.
Der völkerrechtliche Status des Kaspischen Meeres ist ein weiterer Konfliktherd zwischen den zwei Nachbarn. Die Sowjetunion und Iran hatten in Verträgen von 1921 und 1940 das Kaspische Meer zum Binnensee erklärt und faktisch geteilt. Nach dem Zerfall der Sowjetunion gab es plötzlich mehr Anrainerstaaten; Russland, Aserbaidschan, Kasachstan und Turkmenistan wünschten die Aufteilung des Meeres in Sektoren in Abhängigkeit von der Länge des Küstenabschnitts. Iran versuchte, den Status quo beizubehalten, weil ansonsten der iranische Anteil auf 13–14 % geschrumpft wäre. Im Mai 2003 einigten sich Russland, Kasachstan und Aserbaidschan auf ihre Anteile, während Iran neue Vorschläge mit Aufteilung anhand der Bevölkerungen in den Anrainerregionen vorlegte. Eine Einigung liegt weiterhin in weiter Ferne. Etwa 90 % der aserbaidschanischen Öl- und Gasvorkommen liegen offshore vor der Küste, teilweise in Gewässern, die auch von Iran beansprucht werden. Deshalb verlangte Teheran wiederholt von Baku, Explorationen im Alborz-Feld einzustellen. Iran lässt Bohrungen nach Erdöl und Erdgas in den Sektoren durchführen, die ihm seiner Meinung nach zustehen und die teilweise von Aserbaidschan beansprucht werden, obwohl die Ölförderung im Persischen Golf billiger ist. Am 23. Juli 2001 bedrohte die iranische Marine das aserbaidschanische Explorationsschiff Geophysicist-3, Kampfflugzeuge drangen in aserbaidschanischen Luftraum ein. Erst eine Parteinahme der Türkei zugunsten Aserbaidschans beendete die iranischen Drohungen. Am 18. Juli 2012 drangen iranische Helikopter in den aserbaidschanischen Luftraum ein und sorgten für Panik bei der Bevölkerung in den überflogenen Ortschaften.
In Baku ist man besorgt über iranische Bestrebungen, die Islamische Revolution nach Aserbaidschan zu exportieren. Bereits zu Zeiten der Sowjetunion galt Iran als Gefahr und Quelle von Islamismus und Destabilisierung im Kaukasus. In den 1990er Jahren entsandte Iran Mullahs, um in Aserbaidschan Anhänger für die Ideen der Islamischen Republik zu rekrutieren; dies wurde von der aserbaidschanischen Regierung wenige Jahre später verboten. Danach warb die iranische Seite unter Flüchtlingen aus Bergkarabach um militante Anhänger. Iran finanzierte islamische Schulen in Aserbaidschan, die größtenteils wieder geschlossen wurden. Die Islamische Partei Aserbaidschans und die pro-iranische Sozialdemokratische Partei erhielten Unterstützung aus Teheran. Iran unterstützte auch gewaltbereite  schiitische Bewegungen in Aserbaidschan, dazu gehörten die Jeyshullah und der aserbaidschanische Ableger der Hisbollah. Im Jahre 1999 wurden im Zusammenhang mit dem Mord am Physiker Etibar Erkin 14 angebliche Mitglieder der Jeyshullah verhaftet. Im Jahre 2000 verhafteten die aserbaidschanischen Behörden 7 Mitglieder der Hisbollah im Zusammenhang mit dem Mord am Vizepräsidenten der Nationalen Akademie der Wissenschaften Aserbaidschans Ziya Bünyadov. Seit 2005 hat sich die iranische Unterstützung verringert, da sie sich aus der Sicht Teherans als kontraproduktiv herausgestellt hat, indem sie Aserbaidschan noch stärker von Iran entfremdet hat. Trotzdem wurden 2007 15 Mitglieder eines angeblich iranischen Netzwerkes verhaftet, dass spionieren und aserbaidschanische Mitglieder werben sollte.
Die guten Beziehungen Aserbaidschans zu Israel stören die iranische Führung erheblich. Israel ist zweitgrößter Abnehmer von aserbaidschanischem Erdöl, das über die Baku-Tiflis-Ceyhan-Pipeline exportiert wird. Aserbaidschan ist Abnehmer von israelischen Rüstungsgütern, im Jahre 2012 unterschrieben die beiden Staaten einen Vertrag über die Lieferung von Militärgütern im Wert von 1,6 Milliarden US-Dollar (Drohnen, Raketenabwehr).